# Sijavuš Gadžijev
Sijavuš Iršadovič Gadžijev (azerbajdžansko Siyavuş Hacıyev, rusko Сиявуш Иршадович Гаджиев), azerbajdžanski pianist in pedagog, 1953, Baku, Azerbajdžan.
Gadžijev je svoje glasbeno izobraževanje začel na klavirskem oddelku Srednje posebne šole za posebno nadarjene otroke. Študij klavirja in kompozicije je nadaljeval na Konservatoriju Peter Iljič Čajkovski v Moskvi pri profesorjih B. Davidovič, B. Zemljanskemu in M. Voskresenjskemu. Po zaključenem podiplomskem študiju je prevzel mesto profesorja na Posebni glasbeni šoli za izredno nadarjene talente na moskovskem konservatoriju, kjer je poučeval do leta 1994. V tem času je vzgojil veliko število pianistov, nekateri med njimi so se uveljavili na velikih mednarodnih tekmovanjih (Termizan Erzanov in Alexei Nabioulin).
Od leta 1994 živi in deluje v Sloveniji in Italiji. Poročen je z Ingrid Silič, njun sin pa je prav tako uspešen pianist Aleksander Gadžijev (Alexander Gadjiev).
Njegovi učenci v Sloveniji so: Erik Šuler, Aleksandra Pavlovič, Irena Koblar, Ivan Skrt, Miha Štokelj, Rok Palčič, Aleksandra Klimova, Urška Babič, Danijel Brecelj, Sara Rustja...
Kot solist, komorni glasbenik in pedagog deluje širom Evrope in v ZDA. 